# Pauxi
Pauxi Temminck, 1813 è un genere di uccelli galliformi della famiglia Cracidae.

## Tassonomia
Il genere comprende le seguenti specie:
- Pauxi pauxi (Linnaeus, 1766) - crace dall'elmo o hocco dall'elmo
- Pauxi unicornis Bond & Meyer de Schauensee, 1939 - hocco cornuto
- Pauxi koepckeae Weske & Terborgh, 1971 - crace di Koepcke